# Transpeptidase
La transpeptidase est une hydrolase qui catalyse l'hydrolyse des liaisons peptidiques présentant préférentiellement la configuration (Ac)2–L-Lys–D-Ala┼D-Ala. Il s'agit d'une enzyme bactérienne responsable de la réticulation du peptidoglycane pour former une paroi cellulaire rigide.
Les pénicillines sont des inhibiteurs de la transpeptidase, raison pour laquelle la famille d'antibiotiques apparentés — dits antibiotiques β-lactame — sont efficaces principalement contre des bactéries à Gram positif.